# 이시이 요시노부
이시이 요시노부(일본어: 石井 義信, 1939년 3월 13일 ~ 2018년 4월 26일)는 일본의 전 축구 선수이다.

## 국가대표팀 경력
그는 1962년 9월21일 싱가포르과의 경기에서 일본 국가대표팀에 데뷔했다.

## 통계
| 일본 | 일본 | 일본 |
| 연도 | 출전 | 득점 |
| ---- | ---- | ---- |
| 1962 | 1    | 0    |
| 통산 | 1    | 0    |